# Luo Huan
Luo Huan (en chino: 罗欢; 6 de marzo de 2000) es una deportista china que compite en gimnasia artística. Ganó una medalla de bronce en el Campeonato Mundial de Gimnasia Artística de 2018, en la prueba por equipos.

## Palmarés internacional
| Campeonato Mundial | Campeonato Mundial | Campeonato Mundial | Campeonato Mundial   |
| Año                | Lugar              | Medalla            | Prueba               |
| ------------------ | ------------------ | ------------------ | -------------------- |
| 2018               | Doha (Catar)       | Medalla de bronce  | Concurso por equipos |